# Joseph Bourger
Joseph Bourger (Bouzonville, 28 janvier 1842 - Bouzonville, 4 janvier 1927) est un homme politique lorrain. Prêtre catholique, il fut député allemand au Landtag d'Alsace-Lorraine de 1911 à 1918.

## Biographie
Joseph Bourger voit le jour le 28 janvier 1842 à Bouzonville, en Lorraine.  Après le séminaire, Joseph Bourger est ordonné prêtre. Après la défaite française de 1871, l'Alsace-Lorraine est annexée à l'Allemagne. La vie reprend doucement son cours. Devenu propriétaire foncier, Joseph Bourger est élu maire de la commune de Bouzonville. Il devient conseiller au Bezirkstag de Lorraine, l'assemblée du district de Lorraine et conseiller au Landesausschus. Dans le paysage politique régional, on assiste à l’implantation progressive des partis politiques de type allemand, corrélativement à l’émergence d’une politique régionale propre au Reichsland et à ses enjeux. Ces nouveaux enjeux le poussent, malgré son âge, à se présenter aux élections du Landtag d'Alsace-Lorraine, l'assemblée législative d'Alsace-Lorraine. Joseph Bourger est élu député en 1911, siégeant avec l’étiquette Lothringer Block, le bloc lorrain. Opposé aux socialistes du SPD, aux libéraux du Elsässische Fortschrittspartei et aux centristes du Elsaß-Lothringische Zentrumspartei, il défend alors les intérêts lorrains au Landtag.

## Mandats électifs
- Octobre 1911 - novembre 1918 : Circonscription de Busendorf-Teterchen- Lothringer Block

## Sources
- François Roth, La Lorraine annexée, éd. Serpenoise, 2007 ;
- François Roth, La vie politique en Lorraine au 20e siècle, Presses universitaires de France, 1985 ;
- Hans Platzer, Die Landtagswahlen von 1911 in Elsass-Lothringen. Sondernummer. der Nachrichten des Statistischen Landesamts fuer Elsass-Lothringen, Verl. d. Straßburger Druckerei u. Verl.-Anst., Straßburg, 1911 (p. 5-37)
- Regierung und Landtag von Elsaß-Lothringen 1911–1916. Biographisch-statistisches Handbuch, Mühlhausen, 1911 (p. 210).